# 레슬리 카롱
레슬리 카롱(프랑스어: Leslie Caron, 1931년 7월 1일 ~ )은 프랑스에서 태어난 미국의 배우이다.

## 출연 작품

### 영화
- 파리의 미국인 (1951)
- 릴리 (1953)
- 세 개의 사랑 이야기 (1953)
- 유리 구두 (1955)
- 키다리 아저씨 (1955)
- 지지 (1958)
- 아우스트리츠의 영웅 (1960)
- 패니 (1961)
- 건스 오브 다크니스 (1962)
- L자형 방 (1962)
- 파더 구즈 (1964)
- 프라미스 허 애니씽 (1965)
- 파리는 불타고 있는가? (1966)
- 아버지 (1967)
- 매드론 (1970)
- 엔터테인먼트 (1974)
- 여자들을 사랑한 남자 (1977)
- 발렌티노 (1977)
- 니콜 (1978)
- 골든걸 (1979)
- 샤넬 (1981)
- 위험한 행마 (1984)
- 케리 그랜트 (1988)
- 리쯔에서 온 사나이 (1988)
- 커리지 마운틴 (1989)
- 데미지 (1992)
- 진실과 코미디 (1995)
- 렛 잇 비 미 (1995)
- 다니엘 스틸 - 연인의 반지 (1996, The Ring)
- 초콜렛 (2000)
- 오리엔트 특급 살인사건 (2001)
- 진 켈리, 춤을 해부하다 (2002)
- 프렌치 아메리칸 (2003)
- Chris & Don (2007) - 다큐멘터리
- 춤추는 할리우드 - 뮤지컬의 역사 (2008)

### 텔레비전
- 사랑의 유람선 (1986)
- 레닌의 혁명으로 가는 열차 (1988, Lenin...The Train)